# توماس وينثروب كويت
توماس وينثروب كويت (بالإنجليزية: Thomas Winthrop Coit)‏ هو قسيس وأستاذ جامعي أمريكي، ولد في 28 يونيو 1803 في نيو لندن في الولايات المتحدة، وتوفي في 21 يونيو 1885 في ميدلتاون في الولايات المتحدة بسبب مرض برايت.